# Río de las Berlanas
El río de las Berlanas o río Berlanas es un curso de agua del centro de la península ibérica, afluente del Arevalillo. Discurre por la provincia de Ávila.

## Curso
El río nace en el despoblado abulense de Manzaneros de unos manantiales que proceden de Narrillos de San Leonardo y Muñopepe, y discurre en dirección sur a norte. Tras incrementar el caudal con aguas que llegan de un arroyuelo y de unas fuentes de la localidad de Las Berlanas, que le da nombre, acaba desembocando en el Arevalillo en las inmediaciones de Cabizuela. Aparece descrito en el cuarto volumen del Diccionario geográfico-estadístico-histórico de España y sus posesiones de Ultramar de Pascual Madoz con las siguientes palabras:

BERLANAS: r. en la prov. y part. jud. de Avila: se forma en el térm. del desp. de Manzaneros de unos pequeños manantiales, que tienen su orígen en el térm. de Narrillos de Pancaliente, y en el de Muñopepe; aumenta su caudal con las aguas de otro arroyuelo insignificante y con las de unas fuentes de Berlanas: su curso es de S. á N., atraviesa el part. 3 1/2 leg.; entra en el de Arévalo, pasa por el térm. de Gotarrendura y desemboca en el Arevalillo cerca de Cabizuela. Sus aguas son aprovechadas para el riego por todos los puntos que pasa.
(Madoz, 1846, p. 434)